# Гусман, Михаил Соломонович
Михаи́л Соломо́нович Гу́сман (род. 23 января 1950, Баку, Азербайджанская ССР, СССР) — советский и российский журналист, переводчик и интервьюер, радио- и телеведущий. Первый заместитель генерального директора ТАСС (1999—2025). Заслуженный работник культуры Российской Федерации (2001), заслуженный журналист Российской Федерации (2018). Лауреат Государственной премии России (2003).
Младший брат режиссёра, телеведущего и актёра Юлия Гусмана.

## Биография
Михаил Гусман родился 23 января 1950 года в городе Баку в семье подполковника медицинской службы, главного терапевта Каспийской военной флотилии в годы Великой Отечественной войны Соломона Моисеевича Гусмана (1904—1980). Мать, Лола Юльевна Барсук, вначале актриса, а затем переводчица, профессор института иностранных языков Азербайджана.
1970 год — окончил Азербайджанский педагогический институт иностранных языков.
1973 год — окончил Бакинскую высшую партийную школу.
С 1973 года по 1986 год — заместитель председателя Комитета молодёжных организаций Азербайджанской ССР (Баку).
С 1986 года по 1991 год — заведующий отделом информации — руководитель пресс-центра Комитета молодёжных организаций СССР.
С 1991 года по 1995 год — директор Генеральной дирекции по информационному сотрудничеству «Инфомол».
С 1995 года по 1998 год — вице-президент международного аналитического агентства «АНКОМ—ТАСС».
С 1998 года по 1999 год — начальник Главного управления международного сотрудничества, общественных связей и специальных проектов ИТАР-ТАСС.
С января по ноябрь 1999 года — заместитель генерального директора ИТАР-ТАСС.
С ноября 1999 по июль 2025 года — первый заместитель генерального директора информационного агентства ТАСС (до 1 октября 2014 года — ИТАР-ТАСС). Находясь в этой должности, с 16 ноября 2000 года является ведущим программы-интервью с мировыми государственными правителями «Формула власти», которая выходила последовательно на трёх телеканалах — ОРТ/«Первый канал» (2000—2005), «Россия»/«Россия-1» (2005—2010) и «Россия-24» (с 2010 года).
24 июля 2025 года Михаил Гусман освобожден от должности первого заместителя генерального директора ТАСС. Соответствующее постановление подписал премьер-министр РФ Михаил Мишустин.
Автор серии книг «Формула власти», в каждой из которых содержатся взятые в рамках одноимённой программы интервью. Пятый том данной серии вышел 23 января 2025 года, в день 75-летия Гусмана.

## Награды

### Российские
- Заслуженный работник культуры Российской Федерации (19 января 2001) — за заслуги в области культуры и печати, большой вклад в укрепление дружбы и сотрудничества между народами, многолетнюю плодотворную работу[9]
- Государственная премия Российской Федерации в области литературы и искусства 2002 года (5 июня 2003) — за телевизионную программу «Формула власти»[10]
- Благодарность Министра культуры Российской Федерации (19 января 2004) — за большой вклад в развитие российской культуры и в связи с 100-летием со дня основания информационного агентства ИТАР-ТАСС[11].
- Орден Дружбы (17 октября 2005) — за заслуги в области культуры и искусства, печати, телерадиовещания и многолетнюю плодотворную деятельность[12]
- Большая золотая медаль за вклад в развития телевидения и радио (2007 год, Международная академия телевидения и радио)[13]
- Почётная грамота Президента Российской Федерации (4 сентября 2009) — за большой вклад в развитие отечественных средств массовой информации и многолетнюю плодотворную деятельность[14]
- Орден «За заслуги перед Отечеством» IV степени (22 января 2010) — за большие заслуги в развитии отечественных средств массовой информации и многолетнюю творческую деятельность[15][16]
- Нагрудный знак МИД России «За вклад в международное сотрудничество» (2010 год)[17]
- Орден Почёта (22 апреля 2014) — за объективность при освещении событий в Крыму (указ о награждении не был обнародован)[18]
- Благодарность Министра культуры Российской Федерации (2017)[19]
- Благодарность Президента Российской Федерации (30 мая 2018) — за активное участие в общественно-политической жизни российского общества[20]
- Заслуженный журналист Российской Федерации (27 декабря 2018) — за заслуги в развитии отечественной журналистики и многолетнюю плодотворную работу[21]
- Общественная премия Юрия Любимова «Вершина» (2019)[22]
- Орден «За заслуги перед Отечеством» III степени (30 января 2020) — за выдающиеся заслуги в развитии отечественных средств массовой информации и многолетнюю плодотворную деятельность[23]
- Нагрудный знак РФ «За вклад в российскую культуру» (2021, Министерство культуры Российской Федерации)[24]
- Орден Александра Невского (6 ноября 2024) — за большой вклад в развитие отечественной журналистики и средств массовой информации, многолетнюю плодотворную работу[25]
- Благодарность Правительства Российской Федерации (19 ноября 2024) — за большой вклад в подготовку и проведение X Санкт-Петербургского международного форума объединённых культур[26]
- Медаль «В память 1000-летия Казани»[27]

### Иностранные

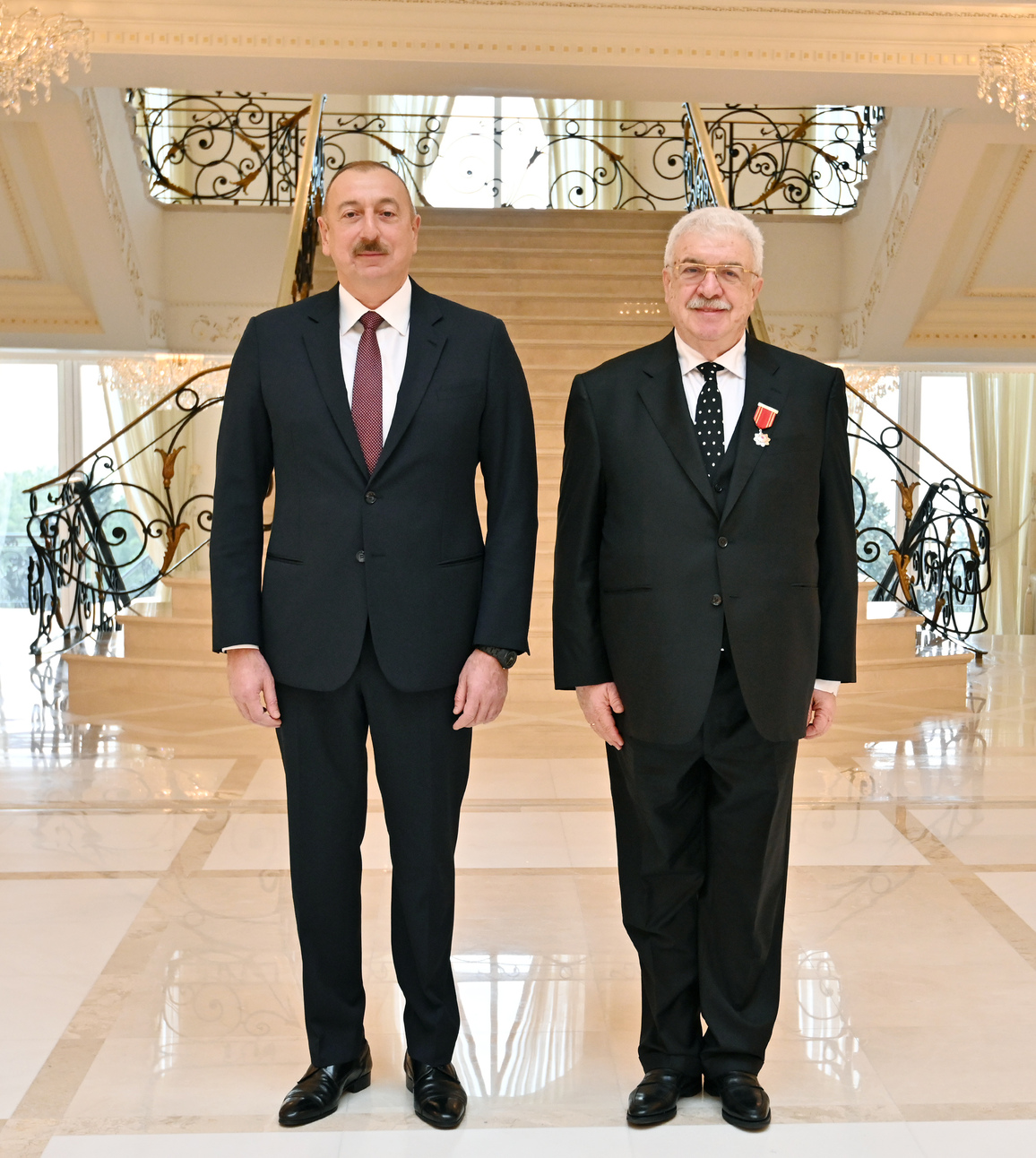
Президент Азербайджана Ильхам Алиев вручил Михаилу Гусману орден «Честь». Баку, 2020 г.

- Орден «Слава» (19 января 2005, Азербайджан) — за заслуги в укреплении российско-азербайджанских культурных связей[28]
- Орден «Дружба» (22 января 2010, Азербайджан) — за особые заслуги в укреплении культурного сотрудничества и взаимных связей между Азербайджанской Республикой и Российской Федерацией[29]
- Кавалер ордена «За заслуги перед Итальянской Республикой» (13 января 2017, Италия)[30]. Вручён послом Италии в России Чезаре Марией Рагальини[31].
- Международная премия «Золотой чинар» (2018, Азербайджан).
- Золотой орден «Гордость Азербайджана» (2020, международный журнал «Мой Азербайджан», Азербайджан)[32].
- Орден «Честь» (23 января 2020, Азербайджан) — за многолетнюю плодотворную деятельность в развитии взаимных связей между Азербайджанской Республикой и Российской Федерацией[33].
- Орден Почёта (24 января 2020, Молдова) — в знак глубокой признательности за значительный вклад в углубление и расширение межгосударственных отношений дружбы и сотрудничества[34][35].
- Медаль Франциска Скорины (20 мая 2020, Беларусь) — за значительный личный вклад в укрепление отношений между Республикой Беларусь и Российской Федерацией, расширение сотрудничества двух стран в информационной сфере[36][37].
- Орден «Достык» II степени (2021, Казахстан) — за вклад в развитие отношений между Республикой Казахстан и Российской Федерацией[38].

## Семья
Жена — Джема Мамедалиевна Гусман (Алескерова). Сын — Вадим Михайлович Гусман.

## Факты
- В 2011 году снялся в эпизодической роли в фильме своего брата Юлия Гусмана «Не бойся, я с тобой! 1919»[40].
- Воинское звание Михаила Соломоновича Гусмана — главный корабельный старшина[41].